# Spermophora dieke
Spermophora dieke is een spinnensoort uit de familie trilspinnen (Pholcidae). De soort komt voor in Guinea. 